# Chetone separata
Chetone separata là một loài bướm đêm thuộc phân họ Arctiinae, họ Erebidae.